# Bagnolese
La Bagnolese est une race de mouton domestique d'origine italienne, élevée pour son lait et sa viande dans le sud de l'Italie.

## Origine et distribution

La Campanie, zone de présence de la race Bagnolese.

La Bagnolese tient son nom de la commune de Bagnoli Irpino. Elle est originaire de la province d'Avellino, en Campanie. Elle est principalement élevée à Irpinia, dans les Monts Picentini et les Monts Alburni, dans la Plaine du Sélé et dans le Val de Diano. Son origine exacte n'est pas connue mais elle serait issue de croisement entre la Barbaresca (en) et d'autres races italiennes locales,. Elle est aussi appelée Malvizza.

## Description
C'est un mouton de grande taille. Les béliers peuvent atteindre 90 cm pour près de 100 kg. Les brebis sont plus petites avec un poids moyen de 60 kg. Il porte une toison de laine blanche. La tête et les pattes sont blanches mouchetées de noirs. Les béliers portent des cornes en spirales mais celles-ci sont absentes chez les brebis.

## Élevage et production
C'est une race rustique très bien adaptée au climat de sa région. Elle pâture en semi-liberté et les animaux ne sont abrités qu'en hiver. Elle possède un taux de prolificité élevé. Les brebis ont régulièrement des jumeaux et parfois des triplés. Les agneaux sont exclusivement nourris au lait de leur mère. Leur viande tendre est très appréciée. Son lait, riche en protéines, sert à fabriquer deux types de fromages : le Ricotta et le Pecorino bagnolese (it),. 

## Sauvegarde
Dans les années 1980, sa population était estimée à près de 20 000 têtes. Mais au début du 21e siècle, le nombre a fortement chuté. En 2011, la population est évaluée à 12 420 têtes.
Le fait que la race est élevée dans des troupeaux mixtes avec d'autres races met en danger la pureté de la ressource génétique. La présence d'hybrides est courante et les individus de race pure sont considérés comme rare,. Bien qu'elle ne soit pas considérée comme en danger d'extinction, la FAO l'a classé « en danger mais maintenue ».